# Museu de Arte Sacra de Rio Pardo
O Museu de Arte Sacra de Rio Pardo é um museu brasileiro, localizado na capela São Francisco, na cidade de Rio Pardo, no Rio Grande do Sul. O museu fica na Rua São Francisco nº 277, é privado e mantido pela Associação Zeladora Capela São Francisco.
A capela São Francisco, segundo informação de Athos Damasceno, foi construída provavelmente a partir de 1785, trinta anos depois da provisão que instituiu o culto, mas a data foi transmitida apenas pela tradição, já que seu arquivo original foi perdido em um incêndio da capela-mor em 1853, que destruiu também imagens, talha e objetos litúrgicos. A Gazeta do Sul, em edição especial dedicada ao projeto Rio Pardo 200 Anos: Cultura, Arte e Memórias, voltado à recuperação do patrimônio histórico da cidade, diz que a construção só começou em 1802, depois da doação de um terreno para a Ordem Terceira do Seráfico São Francisco da Penitência. O culto teria iniciado em 1812, ainda com o prédio incompleto. Depois do incêndio foi recuperada pela irmandade, que procurou restaurar sua aparência original, sendo reinaugurada em 1857.
É uma das igrejas mais antigas do estado e uma das poucas sobreviventes do estilo barroco, aqui representando em uma versão tardia e muito despojada, mas seu acervo foi repetidamente citado com apreço por viajantes e historiadores, destacando-se as cinco imagens da Via Sacra, mais uma imagem de Nossa Senhora da Boa Morte e outra de Nossa Senhora da Glória, todas em tamanho natural. Dante de Laytano as considerou o melhor conjunto em seu gênero em todo o Brasil, depois daquele produzido por Aleijadinho para Congonhas. Foram doadas à capela em 1807 por Joaquim José de Oliveira, vice-ministro da irmandade, com a condição de jamais serem emprestadas para outras capelas ou igrejas. Pela sua alta qualidade, várias vezes se aventou a possibilidade de serem produto de Aleijadinho ou de seu círculo, mas modernamente a hipótese foi descartada, e por seu estilo devem ser peças de procedência europeia, como defendeu Wolfgang Harnisch. Dante de Laytano disse que teriam vindo da Alemanha, e para Moacyr Flores elas vieram de Portugal, mas não há documentação que o comprove. A capela também possui altares entalhados, mas de fatura simples.
O museu de arte sacra, um dos primeiros do estado, foi fundado em 1975 por Biagio Tarantino, um historiador nascido na cidade e grande defensor do patrimônio histórico local. O acervo é composto por peças sacras, artesanato indígena, paramentos e objetos religiosos. Em 2007 o prédio foi tombado pela prefeitura, mas em 2010 foi interditado devido às más condições de conservação. O acervo foi transferido para a Matriz do Rosário. Em 2013 foram feitas algumas obras mais urgentes com recursos reunidos pela comunidade, totalizando cerca de 150 mil reais, mas isso é apenas uma pequena fração do projeto de restauro completo.